# Salix wuiana
Salix wuiana är en videväxtart som beskrevs av Kin Shen Hao. Salix wuiana ingår i släktet viden, och familjen videväxter. Inga underarter finns listade i Catalogue of Life.